# ایستگاه متروی میرداماد
ایستگاه مترو میرداماد در خط ۱ مترو تهران است که در خیابان میرداماد، نزدیک میدان مادر واقع شده‌است. مساحت فضای سرپوشیده این ایستگاه بالغ بر ۲۴۲۲ متر مربع و فضای باز آن بالغ بر ۲۷ متر مربع است.

## امکانات
از جمله امکانات این ایستگاه می‌توان به تلفن عمومی کارتی، پله برقی، دفتر اشیاء گم شده، آسانسور و آب سردکن اشاره کرد.